# Elena Panaritis

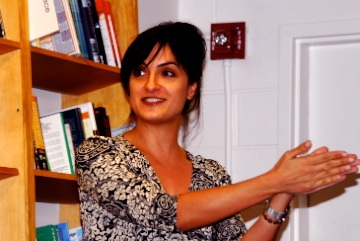
Elena Panaritis

Eleni „Elena“ Panaritis (griechisch Ελένη «Έλενα» Παναρίτη Eleni Panariti, geboren am 30. September 1968 in Athen) ist eine griechische Ökonomin und Politikerin.

## Leben
Eleni Panaritis machte 1989 ihren Bachelor-Abschluss in Economics am American College of Greece in Athen. 1990 erwarb sie ihren Master für International Economics in Bologna, 1991 erhielt sie ihren Master of Arts in International Economics and European Studies von der Paul H. Nitze School of Advanced International Studies (SAIS) der Johns Hopkins University, daran anschließend ging sie an die Harvard University und absolvierte dort ein Executive Programm in Global Financial Markets and Crisis an der John F. Kennedy School of Government. 2003 erhielt sie an der Insead ihren Master in Business Administration. Ab 1991 war sie elf Jahre lang für die Weltbank tätig. Sie übt seit 2001 eine Lehrtätigkeit an der INSEAD aus. Des Weiteren lehrt sie an der SAIS.
Von 2009 bis 2012 war sie Mitglied des Griechischen Parlaments als Vertreterin der sozialdemokratischen Partei Panellinio Sosialistiko Kinima (PASOK). Sie war Beraterin von Giorgos Papandreou. 2015 sollte sie auf Vorschlag von Yanis Varoufakis Delegierte beim Internationalen Währungsfonds (IWF) werden, sie lehnte aber auf Grund massiver Proteste seitens des Linksbündnisses Syriza das Amt ab.

## Veröffentlichungen
- Prosperity Unbound: Building Property Markets with Trust. 2007, ISBN 978-1-4039-9346-5